# 糖苷配基
糖苷配基（英語：Aglycone, aglycon or genin）又称苷元，是糖苷分子中的非糖体部分，是配糖类化合物通过氢原子移除糖基后的剩余物质。按照糖苷配基的种类，可以分为烷基糖苷、芳香糖苷、双萜糖苷及三萜糖苷等。